# 桂台 (横浜市)
桂台（かつらだい）は、横浜市青葉区の地名。現行行政地名は桂台一丁目及び桂台二丁目。住居表示未実施区域。

## 地理
横浜市青葉区の西部に位置する。東に若草台および桜台、北に鴨志田町、北西にすみよし台、西に恩田町、南に松風台と接している。

### 地価
住宅地の地価は、2025年（令和7年）1月1日の公示地価によれば、桂台一丁目19番13の地点で25万3000円/m²となっている。

## 歴史

### 町名の由来
典型的な瑞祥地名。「この地域が比較的小高い、なだらかな台地で眺望に優れ、自然にも恵まれて、四季の味わい深い土地である」ことと、「古来、月の意味を表し美しいこと、立派なものを表現する場合の形容に使われた木」として「桂」の字を採り「桂台」と名付けられた。

### 沿革
- 1982年（昭和57年）1月10日 - 土地区画整理事業（恩田第五）[7]に伴い、横浜市緑区恩田町、鴨志田町の各一部を編入し、新設。
- 1994年（平成6年）11月6日 - 港北区と緑区を再編し、青葉区と都筑区を新設。横浜市青葉区桂台となる。

### 町名の変遷
| 実施後     | 実施年月日                | 実施前（各町名ともその一部） |
| ---------- | ------------------------- | ---------------------------- |
| 桂台一丁目 | 1982年（昭和57年）1月10日 | 恩田町の一部                 |
| 桂台二丁目 | 1982年（昭和57年）1月10日 | 恩田町、鴨志田町の各一部     |

## 世帯数と人口
2025年（令和7年）6月30日現在（横浜市発表）の世帯数と人口は以下の通りである。
| 丁目       | 世帯数    | 人口    |
| ---------- | --------- | ------- |
| 桂台一丁目 | 977世帯   | 2,290人 |
| 桂台二丁目 | 1,811世帯 | 4,163人 |
| 計         | 2,788世帯 | 6,453人 |

### 人口の変遷
国勢調査による人口の推移。
| 年                 | 人口  |
| ------------------ | ----- |
| 1995年（平成7年）  | 4,820 |
| 2000年（平成12年） | 5,777 |
| 2005年（平成17年） | 5,882 |
| 2010年（平成22年） | 5,701 |
| 2015年（平成27年） | 6,673 |
| 2020年（令和2年）  | 6,515 |

### 世帯数の変遷
国勢調査による世帯数の推移。
| 年                 | 世帯数 |
| ------------------ | ------ |
| 1995年（平成7年）  | 1,677  |
| 2000年（平成12年） | 2,066  |
| 2005年（平成17年） | 2,168  |
| 2010年（平成22年） | 2,216  |
| 2015年（平成27年） | 2,632  |
| 2020年（令和2年）  | 2,691  |

## 学区
市立小・中学校に通う場合、学区は以下の通りとなる（2024年11月時点）。
| 丁目       | 番地       | 小学校             | 中学校             |
| ---------- | ---------- | ------------------ | ------------------ |
| 桂台一丁目 | 全域       | 横浜市立桂小学校   | 横浜市立奈良中学校 |
| 桂台二丁目 | 1〜12番地  | 横浜市立桂小学校   | 横浜市立奈良中学校 |
| 桂台二丁目 | 13〜40番地 | 横浜市立恩田小学校 | 横浜市立奈良中学校 |

## 事業所
2021年（令和3年）現在の経済センサス調査による事業所数と従業員数は以下の通りである。
| 丁目       | 事業所数 | 従業員数 |
| ---------- | -------- | -------- |
| 桂台一丁目 | 30事業所 | 364人    |
| 桂台二丁目 | 59事業所 | 760人    |
| 計         | 89事業所 | 1,124人  |

### 事業者数の変遷
経済センサスによる事業所数の推移。
| 年                 | 事業者数 |
| ------------------ | -------- |
| 2016年（平成28年） | 90       |
| 2021年（令和3年）  | 89       |

### 従業員数の変遷
経済センサスによる従業員数の推移。
| 年                 | 従業員数 |
| ------------------ | -------- |
| 2016年（平成28年） | 768      |
| 2021年（令和3年）  | 1,124    |

## 同名の地名
横浜市内には栄区にも桂台地区が存在する。ただし、栄区の町名としては桂台北・桂台南・桂台中・桂台東・桂台西であり、これらを総称する際に桂台と呼ぶ。横浜市立桂台小学校、横浜市立桂台中学校はその栄区桂台地域に所在する。
一方、青葉区桂台にあるのは横浜市立桂小学校である。なお、こちらの中学校は近隣のすみよし台にある横浜市立奈良中学校の学区内。

## バス停・バス路線
東急バスの路線が通っており、町域内には「桂台」「田奈高校」「桂台公園入口」停留所がある。また、桂台二丁目と松風台の境界上に「桂台遊水池前」停留所が、桂台一丁目と桜台の境界上に「青葉台小学校入口」「公園前」停留所がある。なお、「青61急行」便は「桂台」「田奈高校」停留所を通過する。下記路線のうち、津03のみ神奈川中央交通が運行する。
- 桂台
  - 青61：青葉台駅 - すみよし台 - 日体大
  - 青118：青葉台駅 - 松風台 - 桂台 - こどもの国 - 奈良北団地 - 奈良北団地折返場
- 田奈高校
  - 青61、青118
- 桂台公園入口
  - 青118
- 青葉台小学校入口
  - 青33：青葉台駅→雨堤→桜台団地前→青葉台駅（午後回り）
  - 青61
- 公園前
  - 青32：青葉台駅→桜台団地前→雨堤→青葉台駅（午前回り）
  - 青33、青61
- 桂台遊水池前
  - 青55：青葉台駅 - 中恩田橋 - 恩田駅
  - 津03：青葉台駅 - 中恩田橋 - 長津田駅

以前は横浜市営バス118系統（青葉台駅〜奈良北団地、青葉台駅→桂台→こどもの国→緑山→ことり橋→こどもの国→桂台→青葉台駅）、23系統（十日市場駅〜神前橋〜田奈高校〜桂台〜青葉台駅）も運行されていたが、23系統は2001年に廃止され、2007年には118系統の市営バス担当分（奈良北団地系統を含む）を東急バスへ路線移譲した。
青51系統（青葉台駅 - 松風台 - 日体大）は2010年2月29日をもって廃止され、新たに青51系統と青52系統が新設された。新しい青51系統は青葉台駅→桂台→松風台→青葉台駅（午前廻り）、
青52系統は青葉台駅→松風台→桂台→青葉台駅（午後廻り）となった。その青51系統・青52系統も2022年4月1日のダイヤ改正で廃止された。
また、青118系統のうち緑山循環線は2014年8月31日に経路変更し、新たに青56系統として運行開始し、2024年4月には緑山61・62系統として路線再編され、日体大発着となったことで地区内を経由しなくなった。
さらに奈良北団地折返場線も、2022年4月1日より公園前経由から松風台経由となり、同日廃止の青51・青52系統の代役も担うこととなった。

## その他

### 日本郵便
- 郵便番号 : 227-0034[3]（集配局：青葉郵便局[17]）

### 警察
町内の警察の管轄区域は以下の通りである。
| 丁目       | 番・番地等 | 警察署     | 交番・駐在所 |
| ---------- | ---------- | ---------- | ------------ |
| 桂台一丁目 | 全域       | 青葉警察署 | 鴨志田交番   |
| 桂台二丁目 | 全域       | 青葉警察署 | 鴨志田交番   |